# Шварценбург (Берн)
Шварценбург (нім. Schwarzenburg BE) — громада  в Швейцарії в кантоні Берн, адміністративний округ Берн-Міттельланд.

## Географія
Громада розташована на відстані близько 17 км на південний захід від Берна.
Шварценбург має площу 44,8 км², з яких на 7,8% дозволяється будівництво (житлове та будівництво доріг), 62,2% використовуються в сільськогосподарських цілях, 27,9% зайнято лісами, 2% не є продуктивними (річки, льодовики або гори).

## Демографія
2019 року в громаді мешкало 6744 особи (+1% порівняно з 2010 роком), іноземців було 6,6%. Густота населення становила 151 осіб/км².
За віковим діапазоном населення розподілялося таким чином: 18,1% — особи молодші 20 років, 58,8% — особи у віці 20—64 років, 23,1% — особи у віці 65 років та старші. Було 3057 помешкань (у середньому 2,2 особи в помешканні).
Із загальної кількості 3204 працюючих 539 було зайнятих в первинному секторі, 1008 — в обробній промисловості, 1657 — в галузі послуг.